# Neznámý Rangún
Neznámý Rangún je filmové drama známého režiséra Johna Boormana z roku 1995, vycházející ze skutečných událostí a natočené v britsko-americké koprodukci.

## Děj
Laura (Patricia Arquette) je mladá americká lékařka, jejíž syn a manžel byli brutálně zavražděni. Nedokáže se s touto tragédií vyrovnat, a aby přišla na jiné myšlenky, odjíždí se svojí sestrou (Frances McDormandová) do Barmy. Náhodou se ocitne ve středu protivládní demonstrace, kterou vede lidmi milovaná Aun Schan Su Ťij (Adelle Lutz). Laura ztratí pas a zůstane v zemi sama.
Seznámí se s turistickým průvodcem U Aung Ko, bývalým univerzitním profesorem, který jí ukazuje zemi zcela jinak, než jak ji obvykle poznávají běžní turisté. V Barmě vypukne revoluce a Laura se do ní nechtěně zapojí, když zachrání život U Aung Koovi; společně s ním prchá před vojáky, stane se svědkem krvavých represálií v Rangúnu. Nakonec uprchne do Thajska. Prožitá dobrodružství jí pomohla vypořádat se s minulostí. Laura se zbaví strachu z krve a může opět jako lékařka účinně pomáhat trpícím.

## V hlavních rolích
- Patricia Arquette - Laura Bowman
- U Aung Ko - U Aung Ko
- Frances McDormandová - Andy Bowman
- Spalding Gray - Jeremy Watt
- Tiara Jacquelina - recepční
- Kuswadinath Bujang - plukovník v hotelu
- Victor Slezak - Mr. Scott

## Ocenění
- Na festivalu v Cannes byl snímek nominován na Zlatou palmu.
- Film získal cenu Political Film Society v kategoriích demokracie a mír, nominován byl i v kategoriích odhalení a lidská práva.

## Zajímavosti
- Snímek byl natáčen v Malajsii a v Thajsku.